# Liste der Naturdenkmale im Kreis Nordfriesland
Die Liste der Naturdenkmale im Kreis Nordfriesland enthält die Naturdenkmale im Kreis Nordfriesland in Schleswig-Holstein.

## Liste
Link zu einem Kartenansichtstool (u. a. um Koordinaten zu setzen)

| Bild                                    | Bezeichnung                                               | Ort                  | Lage                            | Beschreibung | Datum                                                                                            | Nummer |
| --------------------------------------- | --------------------------------------------------------- | -------------------- | ------------------------------- | ------------ | ------------------------------------------------------------------------------------------------ | ------ |
| Direkt Bild zu diesem Denkmal hochladen | Tauteich in der Löwenstedter Kulmenheide                  | Löwenstedt           | ()                              |              | 14. November 1942/Reg. Amtsbl. S. 201                                                            | 1      |
| Direkt Bild zu diesem Denkmal hochladen | Stieleiche in Hude                                        | Hude                 | ()                              |              | 15. März 1956/Amtsbl. Schl.-H./AAz S. 175                                                        | 3      |
| Direkt Bild zu diesem Denkmal hochladen | Rennfeueröfen                                             | Joldelund            | ()                              |              | 15. März 1956/Reg. Amtsbl. S. 175                                                                | 4      |
| Direkt Bild zu diesem Denkmal hochladen | Haleweg                                                   | Ostenfeld            | ()                              |              | 21. März 1958/Amtsbl. Schl.-H./AAz S. 130                                                        | 5      |
| mehr Fotos \| Fotos hochladen           | Ochsenweg                                                 | Leck                 | (54° 45′ 36″ N, 8° 58′ 43,3″ O) |              | 4. Oktober 1961/Amtsbl. Schl.-H./AAz S. 347                                                      | 6      |
| Direkt Bild zu diesem Denkmal hochladen | Eiche in Niebüll/Deezbüll                                 | Niebüll Deezbüll     | ()                              |              | 4. Oktober 1961/Amtsbl. Schl.-H./AAz S. 347                                                      | 8      |
| Direkt Bild zu diesem Denkmal hochladen | 3 Kastanien an der Kirche in Niebüll                      | Niebüll              | ()                              |              | 4. Oktober 1961/Amtsbl. Schl.-H./AAz S. 347                                                      | 9      |
| Direkt Bild zu diesem Denkmal hochladen | Stieleiche vor dem Hermann-Tast-Gymnasium                 | Husum                | ()                              |              | 24. August 1964/Amtsbl. Schl.-H./AAz S. 183                                                      | 11     |
| Direkt Bild zu diesem Denkmal hochladen | 4 alte Linden in Ostenfeld                                | Ostenfeld            | ()                              |              | 20. Oktober 1967/Amtsbl. Schl.-H./AAz S. 215                                                     | 13     |
| Direkt Bild zu diesem Denkmal hochladen | 1 Wehle                                                   | Emmelsbüll-Horsbüll  | ()                              |              | 31. Januar 1968/Amtsbl. Schl.-H./AAz S. 41                                                       | 15     |
| Direkt Bild zu diesem Denkmal hochladen | Schwarzkieferngruppe nebst Erdwall in Lexgaard            | Lexgaard             | ()                              |              | 31. Januar 1968/Amtsbl. Schl.-H./AAz S. 41                                                       | 16     |
| Direkt Bild zu diesem Denkmal hochladen | Moor-Heide-Parzelle                                       | Breklum              | ()                              |              | 8. Februar 1968; 10. Juli 1968/Amtsbl. Schl.-H./Aaz. S. 42; Änderung Amtsbl. Schl.-H./AAz S. 166 | 17     |
| Direkt Bild zu diesem Denkmal hochladen | Wäldchen bei Rödemishof                                   | Husum                | ()                              |              | 16. Oktober 1972/Amtsbl. Schl.-H./AAz S. 332                                                     | 19     |
| Direkt Bild zu diesem Denkmal hochladen | Heideflächen Kampen                                       | Kampen               | ()                              |              | 26. Mai 1986/Husumer Nachrichten                                                                 | 20     |
| Direkt Bild zu diesem Denkmal hochladen | Restmoorbestände                                          | Olderup              | ()                              |              | 1. Juli 1987/Husumer Nachrichten                                                                 | 21     |
| Direkt Bild zu diesem Denkmal hochladen | Rotbuche und Esche Hof Grönsiek                           | Arlewatt             | ()                              |              | 9. November 1987/Husumer Nachrichten                                                             | 22     |
| Direkt Bild zu diesem Denkmal hochladen | Eibe in Rantrum                                           | Rantrum              | ()                              |              | 26. Januar 1988/Husumer Nachrichten                                                              | 23     |
| Direkt Bild zu diesem Denkmal hochladen | Blutbuche Osterhusumer Straße                             | Husum                | ()                              |              | 5. März 1973/Amtsbl. Schl.-H./AAz S. 87                                                          | 24     |
| Direkt Bild zu diesem Denkmal hochladen | Eibe im Garten der römisch/katholischen Kirche Nordstrand | Nordstrand           | ()                              |              | 6. Februar 1980/Husumer Nachrichten                                                              | 25     |
| Fotos hochladen                         | Raseneisenerzfläche in der Gemeinde Bordelum              | Bordelum/Süderbarge  | ()                              |              |                                                                                                  |        |
| Direkt Bild zu diesem Denkmal hochladen | Weißbuche in Husum                                        | Husum                | ()                              |              |                                                                                                  |        |
| Direkt Bild zu diesem Denkmal hochladen | 3 alte Bäume in Lehmsiek (2 Eichen, 1 Linde)              | Schwabstedt/Lehmsiek | ()                              |              |                                                                                                  |        |
| Direkt Bild zu diesem Denkmal hochladen | 1 Teich in Westre                                         | Westre               | ()                              |              | 4. Oktober 1961/Amtsblatt S.-H. Nr. 43, Seite 347                                                |        |
| Direkt Bild zu diesem Denkmal hochladen | 1 Eiche in Kotzenbüll                                     | Kotzenbüll           | ()                              |              | 22. Dezember 1999/Amtsbl. Kreis Nordfriesland 2000, S. 2                                         |        |